# 桜井啓子 (俳優)
桜井啓子（さくらい けいこ、1949年 - ）は、日本の昭和期の女優。東京都生まれ。
フーテンをやっていたところを映画監督の大島渚に見出され、同監督の映画『無理心中 日本の夏』にネジ子役で出演。数年の活動後に第一線を退いた。

## 出演作品

### 映画
- 無理心中 日本の夏 (1967年、創造社)
- 絞死刑 (1968年、創造社=ATG)
- 金瓶梅 (1968年、ユニコン・フィルム)

### テレビ
- 泣いてたまるか 第63話「ああ無名戦士！」 (1967年、TBS)
- 夜の主役 第19話「冬の慟哭」（1968年、日本テレビ）
- フジ三太郎 第13話「替え玉作戦」（1968年、ABC）
- 青空にとび出せ! 第21話「パンチョの恋の物語」第22話「あぁ、一千万円！」（1969年、TBS）